# Literatura LGBT de Guatemala

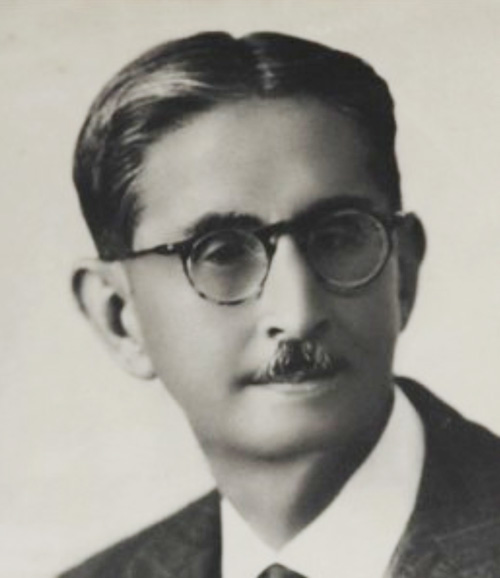
Rafael Arévalo Martínez, autor del relato «El hombre que parecía un caballo» (1914).

La literatura LGBT de Guatemala comprende las obras literarias escritas por autores guatemaltecos que involucren tramas, temáticas o personajes que formen parte o estén relacionados con la diversidad sexual. Debido al carácter conservador de la sociedad guatemalteca, las obras literarias de temática LGBT han sido tradicionalmente publicadas por editoriales independientes o por colectivos culturales autogestionados.
Las primeras representaciones de diversidad sexual en la literatura guatemalteca no abordaron en su mayoría el tema de forma explícita, por el recelo ante la intolerancia social de la época. Este fue el caso de Rafael Arévalo Martínez, quien en 1914 publicó su cuento «El hombre que parecía un caballo» (1914), considerado una obra esencial en la narrativa LGBT latinoamericana y donde relata el nacimiento de la amistad (y posterior distanciamiento) entre el protagonista y un hombre que le produce una intensa afinidad, que ha sido interpretada como atracción romántica por el lenguaje empleado en el texto. Antes de Arévalo, uno de los pocos autores guatemaltecos en abordar la homosexualidad fue Enrique Gómez Carrillo, en particular en su novela  Del amor, del dolor y del vicio (1898), quien pudo hacerlo libremente al vivir fuera del país.
En 1959 se estrenó la pieza teatral La calle del sexo verde, de Hugo Carrillo, notoria por ser la primera obra literaria guatemalteca en abordar la diversidad sexual como una de sus temáticas centrales, aunque lo hizo en un contexto negativo. Las décadas siguientes vieron la aparición de Mario Alberto Carrera, quien se convirtió en el escritor guatemalteco que más extensamente abordó la diversidad sexual hasta la fecha tras una serie de obras, entre ellas Cuentos psicoeróticos (1979), Hogar, dulce hogar (1982) y especialmente en Don Camaleón (1985), en la que retrató a través de un personaje homosexual los espacios concurridos por las personas LGBT en la época. Otros escritores en explorar el tema durante estos años fueron Francisco Nájera y Manuel Corleto. Sin embargo, además de ellos y las figuras antes mencionadas, la literatura LGBT en Guatemala tuvo escasos exponentes durante el siglo XX.
Los primeros años del siglo XXI fueron marcados por la aparición de una serie de colectivos contraculturales creados por autores LGBT para generar incidencia en la cultura local. Entre ellos han destacado figuras como Manuel Tzoc, Fabrizio Quemé, Numa Dávila y Rebeca Lane.

## Primeras representaciones

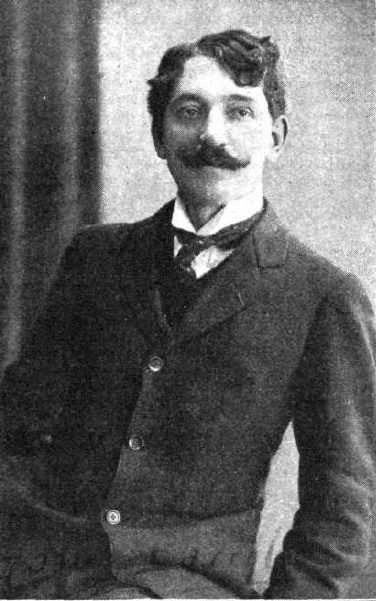
Enrique Gómez Carrillo, autor de Del amor, del dolor y del vicio (1898).

Uno de las primeros escritores centroamericanos en abordar la homosexualidad en su escritura fue el guatemalteco Enrique Gómez Carrillo, particularmente en sus Tres novelas inmorales (1919), obra recopilatoria conformada por tres novelas cortas publicadas entre 1898 y 1899 donde retrata la sociedad parisina de finales del siglo XIX. Por tratar temáticas como la sexualidad, la prostitución y el dandismo, las obras generaron indignación en el Guatemala de la época, en especial la primera de ellas, Del amor, del dolor y del vicio (1898), que críticos acusaron de promover la homosexualidad, la infidelidad y la libertad sexual.
La novela narra la historia de Liliana, una marquesa viuda conocida como la Muñeca que explora sus deseos sexuales desafiando las opiniones masculinas de sus conocidos. Entre los personajes de la obra, además de hombres «andróginos», se encuentra Margarita del Campo, amiga de Liliana que se le insinúa y con quien luego se sugiere una relación lésbica. Aunque la consumación de este encuentro jamás es dejado explícito, otros personajes difunden el rumor y las propias interacciones entre las personajes parecen sugerirlo, entre ellas las escenas en que Margarita «cogió a su amiguita entre los brazos y la estrechó fuertemente contra su pecho, besándola al mismo tiempo los cabellos y la nuca».
Gómez Carrillo continuó incluyendo representaciones de homosexualidad femenina en algunas de sus obras posteriores, de entre las que destaca el cuento «Marta y Hortensia», publicado en su libro Almas y cerebros: historias sentimentales, intimidades parisienses, etc (1900). El relato, cuya trama referencia a la novela La muchacha de los ojos de oro (1835) de Honoré de Balzac, sigue la historia de un hombre que descubre que su esposa y su hermana han iniciado un romance secreto. Aunque el hecho lo llena de rabia, finalmente decide no confrontarlas. Otras obras de Gómez Carrillo en abordar el lesbianismo incluyen Bohemia sentimental (1899), la segunda de las Tres novelas inmorales, y El segundo libro de las mujeres (1921) donde describe la homosexualidad de personajes históricos como la poeta griega Safo, así como de Paul Verlaine y Sócrates, y se mofa de los académicos que intentaban negarlo.

## SigloXX

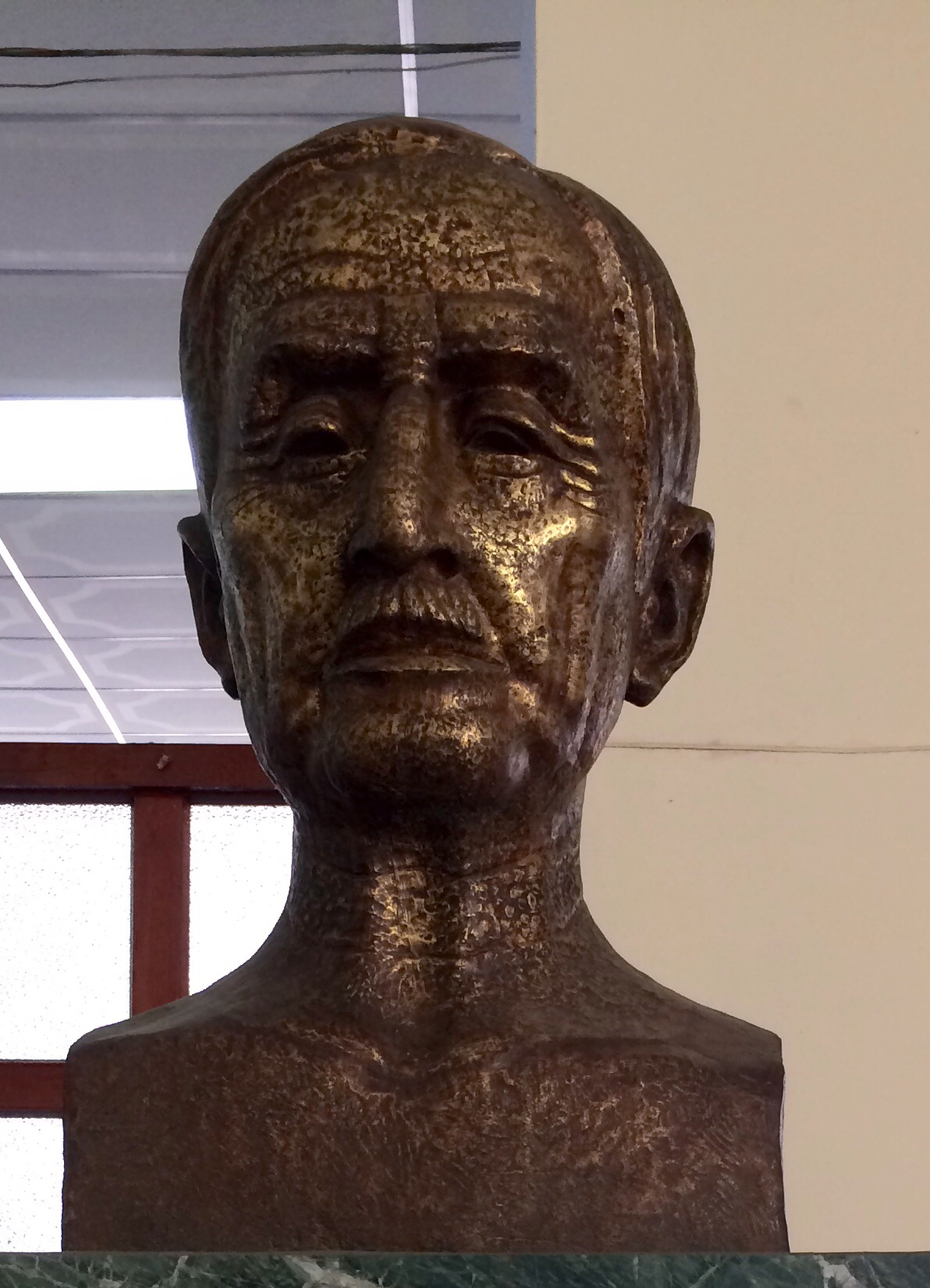
Busto de Rafael Arévalo Martínez.

Entrado el siglo XX, algunas de las más tempranas representaciones de homosexualidad masculina en la literatura guatemalteca se encuentran presentes en la narrativa de Rafael Arévalo Martínez. Varias obras de este autor retratan amistades masculinas intensas en que académicos han encontrado rasgos homoeróticos, especialmente en «El hombre que parecía un caballo» (1914), su relato más famoso y considerado un texto esencial en la historia de la homosexualidad en la literatura latinoamericana. La trama del relato narra el inicio de la amistad y el posterior rompimiento entre el protagonista y un hombre conocido como el señor de Aretal, que deja deslumbrado al primero. El texto está lleno de momentos que muestran el intenso deseo del protagonista por su amigo, con frases como «a su contacto empecé a encenderme» y «yo recibí de aquel hombre algo que me había faltado antes». Un pasaje que ejemplifica este deseo indica:

En un principio de deslumbramiento, yo me tendí todo, yo me extendí todo, como una gran sábana blanca, para hacer mayor mi superficio de contacto con el generoso donante. Las antenas de mi alma se dilataban, lo palpaban y volvían trémulas y conmovidas y regocijadas a darme la buena nueva: «Éste es el hombre que esperabas; éste es el hombre por el que te asomabas a todas las almas desconocidas, porque ya tu intuición te había afirmado que un día serías enriquecido por el advenimiento de un ser único. La avidez con que tomaste, percibiste y arrojaste tantas almas que se hicieron desear y defraudaron tu esperanza, hoy será ampliamente satisfecha: inclínate y bebe de esta agua».

La publicación del relato provocó polémica por su temática. Pronto se volvió además un secreto a voces que el señor de Aretal de la trama era una representación de Porfirio Barba Jacob, poeta colombiano homosexual que luego confirmó este rumor. Barba también reveló que en un principio le había pedido a Arévalo que no publicara el relato, pues era demasiado revelador sobre su orientación sexual. Como respuesta a la polémica, Arévalo intentó negar la atracción homoerótica en el cuento, aunque años más tarde afirmó, con relación al encuentro con Barba que lo inspiró para escribir el cuento: «Desde que lo conocí me sentí atraído por él. Yo tenía entonces un alma de adolescente... algo había en aquel homosexual que se ajustaba en todas sus partes a otro algo mío, y ya junto con este formaba un todo radioso». Adicionalmente, en su novela Las noches en el Palacio de la Nunciatura (1927), Arévalo volvió a incluir como personaje al señor de Aretal, donde ya sin reparos lo identifica como «sodomita».
Otra obra temprana en representar la homosexualidad fue la pieza teatral La Rafaila (1918), de Enrique de la Riva, aunque fue en tono de mofa.
Más allá de estas representaciones, no sería hasta 1959 en que una obra guatemalteca abordaría la homosexualidad como temática central. Ese año se estrenó la obra teatral La calle del sexo verde, del dramaturgo Hugo Carrillo, que fue un gran éxito de taquilla pero a la vez causó polémica por su trama. La obra, que se enmarca en la estética del teatro grotesco, cuenta en tres actos sendas historias que se desarrollan en una misma calle y que se conectan por el personaje de una limosnera. Una de ellas sigue a un adolescente que no quiere aceptar su homosexualidad y que luego cede a la seducción de un hombre mayor, lo que lo llena de vergüenza y lo lleva a afirmar, en tono vencido: «prefiero irme al infierno antes de regresar a mi casa». Esta seducción, que es presentada en la obra en el contexto de la corrupción de menores, es descrita por Carrillo en el siguiente diálogo:

Hombre: Acepta tu vida tal y como es. No trates de cambiarla. Nadie cambia su destino.
Adolescente: ¿Nadie?
 Hombre: ¡Nadie!
Adolescente: Pero yo no quiero ser así...
Hombre: Estamos en el camino y es mejor andarlo. Y andarlo bien. Nadie puede detenerse. Y mucho menos volver atrás. Tienes que seguir adelante. Yo te ayudaré. Ya verás.
 Adolescente: ¿Pero no comprende que no quiero ser como soy? No quiero.

En la segunda mitad del siglo XX apareció la figura de Mario Alberto Carrera, quien se convirtió en el autor de su generación que más extensamente exploró temáticas LGBT en su escritura. Entre las primeras de sus obras en abordar el tema estuvo la pieza teatral La cólera (1976), que posteriormente se presentó con el título Expreso a Pandora, así como la colección de relatos Cuentos psicoeróticos (1979), en particular en historias como «Marilyn», inspirada en el suicidio de Arnoldo Legrand. A éstas le siguió la novela Hogar, dulce hogar (1982), ganadora del Quetzal de Oro y que narra la historia de una familia en que el hijo menor explora su sexualidad con otros niños, y Don Camaleón (1985), mucho más explícita en su abordaje de la diversidad sexual, por lo que causó controversia en la época. Esta última novela tiene como protagonista a un hombre homosexual conocido como Rubencito y sigue su devenir por las calles de Ciudad de Guatemala cercanas al Palacio Nacional de la Cultura y al Mercado Central en busca de oportunidades de cruising, así como en la quinta avenida, espacio tradicional de prostitución y concurrido por mujeres transgénero y hombres gais.
Otros escritores que abordaron temáticas LGBT en estos años fueron Francisco Nájera y Manuel Corleto, aunque, en el caso de Corleto, la representación fue de carácter negativo. En su novela Con cada gota de sangre de la herida (1997), ganadora del Premio Centroamericano de Literatura Rogelio Sinán, Corleto presenta a dos amigos que recuerdan un evento traumático de su infancia: el descubrimiento del cadáver descuartizado de un relojero homosexual que se dedicaba a reparar muñecas y que había violado al hermano menor de uno de los protagonistas.

## SigloXXI
Los inicios del siglo XXI vieron la aparición de una serie de manifestaciones culturales disidentes en Guatemala centradas en la producción literaria, particularmente la relacionada con la diversidad sexual. Una de las primeras obras de estos años fue Cartas a Diego (2004), novela epistolar en que se aborda el amor entre hombres y que fue publicada bajo el seudónimo de José Griss. Otras obras LGBT aparecidas en estos años incluyeron la novela autobiográfica Pecado nefando (2006), de Mario Loarca Pineda, en la que recuenta sus vida como joven en una compañía religiosa y explora temas como los abusos sexuales, los conflictos políticos en América Central y la homosexualidad reprimida; así como la colección de cuentos Muñeca mala (2008), de Carmen Matute, que incluye relatos como «Paulina», donde se narra la historia de una mujer lesbiana con el mismo nombre que se enamora de una amiga heterosexual y, al entender que sus sentimientos no serían correspondidos, decide suicidarse.
Manuel Tzoc, considerado un importante exponente de la poesía LGBT guatemalteca contemporánea, publicó en 2006 su primera obra, Esco-p(0)etas para una muerte en versos b…ala, de la mano de la editorial independiente Ediciones Bizarras. En años posteriores, Tzoc continuó explorando las disidencias sexuales en su poesía, en obras como Textos insanos (2009) y GAY(O) (2019), este último considerado texto «homo-porno».
La década de 2010 fue notoria por la aparición de distintos movimientos y proyectos contraculturales con enfoque en la diversidad sexual, entre ellos el fanzine La Macha, iniciado en 2014 por el poeta Fabrizio Quemé y dirigido a la publicación de contenido literario LGBT. Entre los escritores locales LGBT que han participado en algún número del fanzine se encuentran, entre otros, Gabriela Maldonado, Rebeca Lane y Dulce Paniagua. Al año siguiente, Manuel Tzoc fundó junto al escritor chileno Rodrigo Arenas Carter la editorial La Maleta Ilegal, enfocada en la producción de literatura disidente. Además de los textos del propio Tzoc, la editorial publicó obras de corte LGBT como Pulp queer (2016), de Arenas Carter, o Perverso & disfórico (2015), de Fabrizio Quemé. Otro de estos espacios culturales fue Cuirpoétikas, que fue iniciado en 2016 por la escritora Numa Dávila, con la ayuda de Tzoc y Arenas Carter, como una muestra de arte LGBT y que se convirtió posteriormente en un movimiento de creación local.
En 2016 se publicó también la novela Gavilán Blues, del escritor suizo radicado en Guatemala Tito Bassi, que narra la historia de una familia de terratenientes en que el hijo primogénito es homosexual, lo que lo lleva a un conflicto debido al carácter conservador y las expectativas de su familia.